# Nhà Thờ Tiệc Cưới Giày Cao Gót
Nhà Thờ Tiệc Cưới Giày Cao Gót (tiếng Trung: 高跟鞋教堂; bính âm: Gāogēnxié Jiàotáng) là một tòa nhà hình giày cao gót ở thị trấn Bố Đại, Gia Nghĩa, Đài Loan. Được quản lý bởi Cục Quản lý Khu thắng cảnh quốc gia Bờ biển Tây Nam

## Lịch sử
Việc xây dựng được hoàn thành vào ngày 10 tháng 1 năm 2016 và được đưa vào thử nghiệm vào tháng 2 năm 2016. Công trình chính thức khai trương vào ngày 23 tháng 7 năm 2016 Cuối năm đó, nhà thờ đã nhận được chứng nhận Kỷ lục Guinness thế giới là công trình hình giày cao gót lớn nhất thế giới. Vào năm 2017, Cục Du lịch Đài Loan đã lên kế hoạch nâng cấp cơ sở vật chất xung quanh nhà thờ và triển khai một loạt chương trình khuyến mãi cho nhà thờ.

## Kiến trúc
Công trình có hình dáng giống chiếc giày cao gót, cao 17,76 m, rộng 11,91 m và dài 25,16 m. Công trình bao gồm hơn 300 mảnh kính màu xanh lam.

## Sự kiện
Công trình này nổi tiếng vì được sử dụng làm địa điểm tổ chức đám cưới. Mặc dù được gọi một cách thông tục là 'nhà thờ', nhưng địa điểm này không được thánh hiến và không có chức năng tôn giáo.